# Клуб Америка (Мехіко)

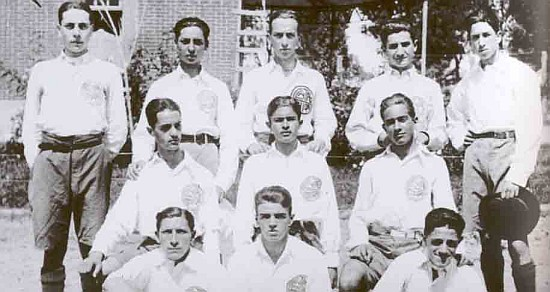
«Клуб Америка» (1918 рік)

«Клуб Америка» (ісп. Club América) або «Америка» — мексиканський футбольний клуб із столиці країни — Мехіко. Один з найтитулованіших та найпопулярніших команд країни.

## Історія
«Америка» була заснована студентами двох столичних коледжів 12 жовтня 1916, в річницю висадки Христофора Колумба на американський континент. В честь цієї події клуб і отримав свою назву. Основоположником вважається Рафаель Гутьєррес, який тривалий час грав за команду, а згодом був її тренером. Друга половина 20-х років була найкращою в епоху любительського футболу. «Клуб Америка» чотири рази поспіль виграє чемпіонат та ще двічі займає друге місце. На Олімпіаді 1928 та чемпіонаті світу 1930 команда є базовим клубом збірної Мексики.
В 1959 році клуб придбав власник телекомпанії «Телевіса» Еміліо Аскаррага Мільмо, який почав вкладати в команду значні кошти. Вже в першому чемпіонаті «Америка» (1959/60) займає друге місце. В сезоні 1965/66 здобуває свій перший чемпіонський титул серед професіоналів. Всього команда виграла десять чемпіонатів та п'ять кубків Мексики, є рекордсменом Ліги чемпіонів КОНКАКАФ за кількістю виграних турнірів (5). Тричі виходила до півфіналу Кубка Лібертадорес. На клубному чемпіонаті світу 2006 клуб зайняв 4-е місце.
Найпринциповіший суперник — «Гвадалахара». Матчі між цими командами називаються мексиканське «суперкласико».
Домашня арена — «Ацтека», найбільший у світі стадіон, який збудовано виключно для футбольних матчів.

## Титули та досягнення

### На міжнародній арені
- Володар кубка чемпіонів КОНКАКАФ (7): 1977, 1987, 1990, 1992, 2006, 2015, 2016
- Володар міжамериканського кубка (2): 1978, 1991
- Володар кубка гігантів КОНКАКАФ (1): 2001
- Фіналіст південноамериканського кубка (1): 2007

### Аматорська епоха
- Чемпіон (4): 1925, 1926, 1927, 1928
- Віце-чемпіон (5): 1919, 1924, 1930, 1935, 1936
- Володар кубка (1): 1938
- Фіналіст кубка (2): 1934, 1937

### Професіональна епоха
- Чемпіон (12): 1966, 1971, 1976, 1984, 1985, 1985П, 1988, 1989, 2002Л, 2005К, 2013К, 2014А
- Віце-чемпіон (7): 1960, 1962, 1964, 1967, 1972, 1997, 2007К
- Володар кубка (5): 1954, 1955, 1964, 1965, 1974
- Фіналіст кубка (3): 1945, 1976, 1991
- Володар суперкубка (5): 1955, 1976, 1988, 1989, 2005

## Найвідоміші гравці
| - Рафаель Гутьєррес - Луїс де ла Фуенте - Орасіо Касарін - Заге - Вава - Дірсеу - Енріке Борха - Гільєрмо Ернандес - Освальдо Кастро - Крістобаль Ортега - Карлос Ермосільйо - Хуан Ернандес - Луїс Роберто Алвес - Антоніо Карлос Сантос - Рауль Лара - Куаутемок Бланко |  |  |  |  |  |  |  |  |  |  |  | - Уго Санчес - Оскар Руджері - Франсуа Омам-Бійік - Калуша Бваліа - Луїс Гарсія - Освальдо Санчес - Альберто Гарсія Аспе - Павел Пардо - Луїс Ернандес - Іван Саморано - Рікардо Рохас - Клаудіо Лопес - Сальвадор Кабаньяс |

|  |

## Тренери-переможці
| Тренер              | Кількість | Виграні трофеї                                                                                           |
| ------------------- | --------- | --- |
| Рауль Карденас      | 4         | Чемпіонат Мексики 1976 Суперкубок Мексики 1976 Кубок чемпіонів КОНКАКАФ 1977 Міжамериканський кубок 1978 |
| Хорхе Вієйра        | 4         | Чемпіонат Мексики 1988, 1989 Суперкубок Мексики 1988, 1989                                               |
| Мігель Анхель Лопес | 4         | Чемпіонат Мексики 1985, 1985П Кубок чемпіонів КОНКАКАФ 1987, 1992                                        |
| Рафаель Гутьєррес   | 3         | Чемпіонат Мексики 1925, 1926 Кубок Мексики 1938                                                          |
| Октавіо Віаль       | 3         | Кубок Мексики 1954, 1955 Суперкубок Мексики 1995                                                         |
| Персі Кліффорд      | 2         | Чемпіонат Мексики 1927, 1928                                                                             |
| Алеханро Скопеллі   | 2         | Кубок Мексики 1964, 1965                                                                                 |
| Хосе Антоніо Рока   | 2         | Чемпіонат Мексики 1971 Кубок Мексики 1974                                                                |
| Маріо Каррільо      | 2         | Чемпіонат Мексики 2005К Суперкубок Мексики 2005                                                          |
| Мануель Лапуенте    | 2         | Чемпіонат Мексики 2002Л Кубок чемпіонів КОНКАКАФ 2006                                                    |
| Карлос Мілос        | 2         | Кубок чемпіонів КОНКАКАФ 1990 Міжамериканський кубок 1991                                                |
| Роберто Скароне     | 1         | Чемпіонат Мексики 1966                                                                                   |
| Карлос Рейносо      | 1         | Чемпіонат Мексики 1984                                                                                   |
| Альфіо Басіле       | 1         | Кубок гігантів КОНКАКАФ 2001                                                                             |

## Індивідуальні рекорди

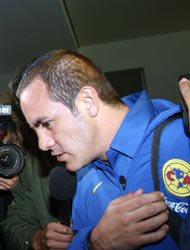
Куаутемок Бланко

### Найбільше матчів за клуб
| Футболіст          | Матчі | Сезони               |
| ------------------ | ----- | -------------------- |
| Крістобаль Ортега  | 711   | 1974-1992            |
| Альфредо Тена      | 594   | 1973-1991            |
| Луїс Роберто Алвес | 490   | 1985-1996, 1997-1998 |

### Найкращі бомбардири в офіційних матчах
| Футболіст          | Голи | Сезони               |
| ------------------ | ---- | -------------------- |
| Луїс Роберто Алвес | 167  | 1985-1996, 1997-1998 |
| Куаутемок Бланко   | 152  | 1992-2007 (з пер.)   |
| Октавіо Віаль      | 148  | 1985-1996, 1997-1998 |

### Найкращі бомбардири в чемпіонаті
| Футболіст          | Голи | Сезони               |
| ------------------ | ---- | -------------------- |
| Луїс Роберто Алвес | 167  | 1985-1996, 1997-1998 |
| Куаутемок Бланко   | 126  | 1992-2007 (з пер.)   |
| Енріке Борха       | 101  | 1969-1977            |

### Найкращі бомбардири в континентальних кубках
| Футболіст          | Голи | Сезони             |
| ------------------ | ---- | ------------------ |
| Сальвадор Кабаньяс | 28   | 2006-2010          |
| Куаутемок Бланко   | 26   | 1992-2007 (з пер.) |